# Bathgate (Scozia)
Bathgate (Both Chèit in lingua gaelica scozzese) è una località della Scozia, situata nell'area di consiglio del Lothian Occidentale.